# Лапшин, Илья Фёдорович
Илья Фёдорович Лапшин (1918—1962) — старшина Рабоче-крестьянской Красной Армии, участник Великой Отечественной войны, Герой Советского Союза (1943).

## Биография
Илья Лапшин родился в августе 1918 года в Златоусте. Окончил неполную среднюю школу. В октябре 1938 года Лапшин был призван на службу в Рабоче-крестьянскую Красную Армию. С мая 1942 года — на фронтах Великой Отечественной войны. К сентябрю 1943 года старший сержант Илья Лапшин командовал огневым взводом батареи 360-го стрелкового полка 74-й стрелковой дивизии 13-й армии Центрального фронта. Отличился во время битвы за Днепр.
25 сентября 1943 года Лапшин одним из первых переправился через Днепр в районе села Комарин Брагинского района Гомельской области Белорусской ССР и принял активное участие в боях за захват и удержание плацдарма на его западном берегу, лично уничтожил два бронетранспортёра. Во время боя за деревню Посудово взвод Лапшина уничтожил ряд огневых точек, что способствовало успешному наступлению пехоты.
Указом Президиума Верховного Совета СССР от 16 октября 1943 года старший сержант Илья Лапшин был удостоен высокого звания Героя Советского Союза с вручением ордена Ленина и медали «Золотая Звезда».
После окончания войны Лапшин в звании старшины был демобилизован. Первоначально проживал и работал в родном городе, позднее переехал в Ялту. 
Скоропостижно скончался 3 сентября 1962 года. Похоронен в Ялте на Старом городском кладбище.

## Награды и звания
Был также награждён орденом Красной Звезды и рядом медалей.

## Память
- В Златоусте установлен бюст на Аллее Героев, его именем названа улица, на доме, где он жил, установлена мемориальная доска.
- Имя Героя размещено на Аллее Славы в Комарине (Гомельская область, Беларусь), с портретом и биографией[1].